# Blanche Wolf Knopf
Blanche Wolf Knopf (* als Blanche Wolf am 30. Juli 1894 in New York; † 4. Juni 1966 ebenda) war eine US-amerikanische Verlegerin. Sie war Vorstandsvorsitzende der Alfred A. Knopf, Inc. und seit 1916 Frau des Verlegers Alfred A. Knopf, mit dem sie 1915 die Firma gegründet hatte.
Blanche Knopf engagierte sich besonders für ins Englische zu übersetzende und in Amerika zu veröffentlichende europäische und lateinamerikanische Literatur. Nach dem Zweiten Weltkrieg war sie eine der ersten unter den bedeutenderen amerikanischen Verlegern, die sich auf der Suche nach Literaten schwerpunktmäßig in Europa aufhielt. Ab diesem Zeitpunkt zeichnete sie auch für die europäischen Aktivitäten des Verlags verantwortlich.
Blanche Knopf förderte die Karriere vieler literarischer Ausnahmetalente und beriet sie auf ihrem Weg zum Erfolg. Im Alfred A Knopf-Verlag erschienen die Werke von 16 Literaturnobelpreis- und 27 Pulitzer-Preis-Trägern. Zu den Autoren des Verlags zählten z. B. Sigmund Freud, Albert Camus, André Gide, Jean-Paul Sartre, Simone de Beauvoir, Ilja Ehrenburg oder Thomas Mann – aber auch bedeutende amerikanische Autoren, z. B. John Updike.
Für ihre erfolgreiche Förderung französischer Literatur wurde sie 1949 von der französischen Regierung zum Chevalier und 1960 zum Officier de la Légion d’Honneur ernannt. Brasilien ehrte sie mit dem Orden vom Kreuz des Südens.

## Zitat
There is not a German writer left in Germany who is worth thinking about. – Blanche Wolf Knopf in einem Interview mit der New York Times am 14. Juli 1936 nach ihrem Besuch in Europa, von dem sie unter anderem mit der Autobiographie von Egon Erwin Kisch zurückkam.